# Комблесак
Комблесак (фр. Comblessac) насеље је и општина у северозападној Француској у региону Бретања, у департману Ил и Вилен која припада префектури Редон.
По подацима из 2011. године у општини је живело 679 становника, а густина насељености је износила 39,41 становника/km². Општина се простире на површини од 17,23 km². Налази се на средњој надморској висини од 60 метара (максималној 96 m, а минималној 17 m).

## Демографија
| 1962. | 1968. | 1975. | 1982. | 1990. | 1999. | 2011. |
| ----- | ----- | ----- | ----- | ----- | ----- | ----- |
| 521   | 581   | 535   | 489   | 497   | 487   | 679   |

График промене броја становника у току последњих година